# Avenida Callao
La avenida Callao es una importante arteria del centro de la Ciudad de Buenos Aires, Argentina, que fue declarada Área de Protección Histórica (APH) por el Gobierno de la Ciudad de Buenos Aires en septiembre de 2009, durante el primer mandato de Mauricio Macri.

## Descripción
La avenida Callao es una de las más importantes de la Ciudad de Buenos Aires y está rodeada de señoriales edificios, la mayoría de ellos construidos entre los años 1880 y 1940.
Se distinguen en ella tres áreas diferenciadas por las actividades que se desarrollan, y por sus edificios:
- De la Avenida Rivadavia hasta la Avenida Corrientes, se desarrollan muchas actividades que tienen que ver con la política, debido a la cercanía del Congreso de la Nación, en el inicio de la Avenida Entre Ríos, continuación de Callao a partir de Rivadavia hacia el sur. También abundan las sucursales bancarias.
- La segunda área, entre Corrientes y la Avenida Santa Fe, está relacionada con la educación, ya que es el epicentro de edificios educativos muy importantes, tales como la Escuela Normal Superior Domingo Faustino Sarmiento, el Colegio del Salvador, la Escuela N.º 2 Antonio Bermejo, el Colegio de La Salle sobre Riobamba, la Escuela de Lenguas Vivas Presidente Roque Sáenz Peña en la Avenida Córdoba y Riobamba, la sede del rectorado de la Universidad del Salvador en Viamonte casi Callao, otra sede de la Universidad del Salvador en Callao y Córdoba y el instituto Del Carmen en Callao al 800 con frente sobre la calle Paraguay, el Colegio Carlos Pellegrini en Marcelo T. de Alvear entre Callao y Riobamba, y el propio Ministerio de Educación (Palacio Sarmiento) frente a la plaza Rodríguez Peña.
- La tercera área, desde Santa Fe y hacia la intersección con la Av. Las Heras y desde allí "al bajo", es la principalmente residencial.

Toda ella está unida bajo una intensa actividad comercial que la ilumina y le da movimiento y prosperidad.

## Historia

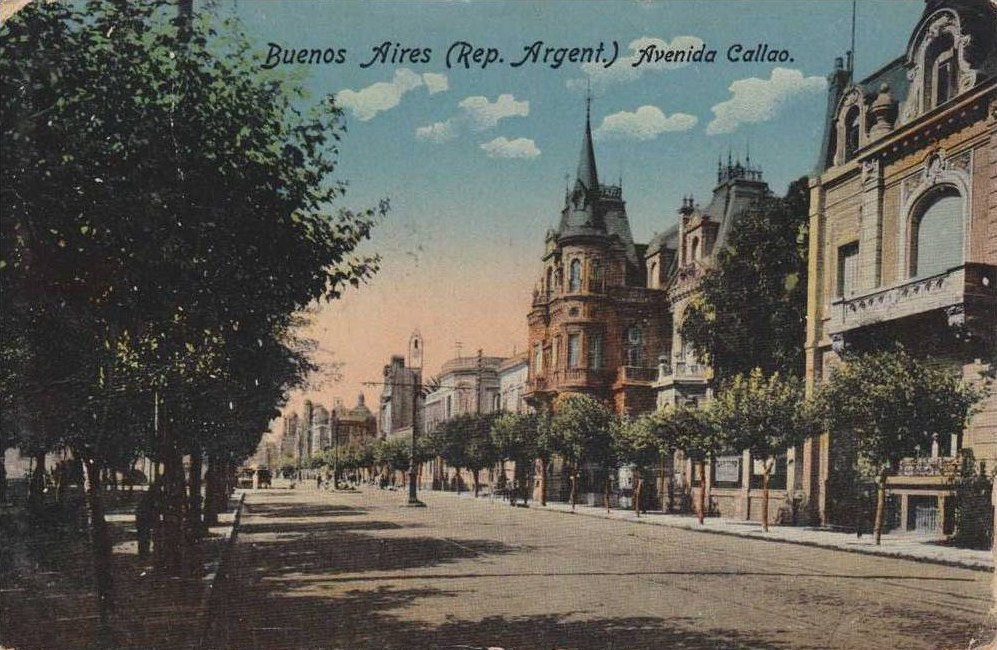
Las casonas de la oligarquía porteña se destacaban en la Avenida Callao. Ninguna sobrevivió al.

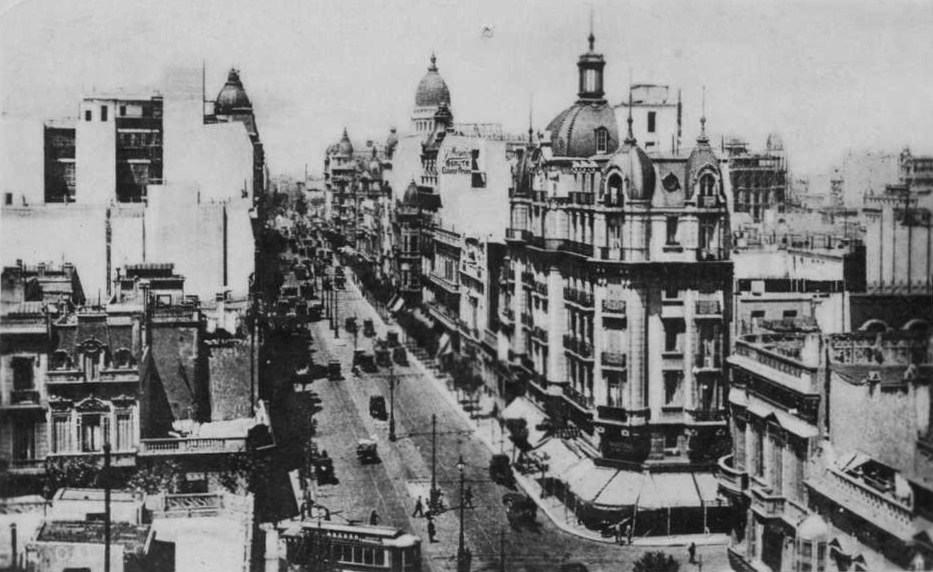
Edificio del arq. Plou en Callao y Corrientes (foto: ca. 1920)

La existencia de la Avenida Callao se remonta hasta fines del siglo XVIII, tiempos en que el área que actualmente recorre era prácticamente rural. Era el ejido de Buenos Aires, la franja alrededor de la ciudad que el fundador Juan de Garay había destinado a pastoreo y agricultura en 1580. En aquellas épocas la actual avenida era un angosto camino de tierra en donde abundaban los tunales y pantanos, por lo cual se lo conocía como Calle de las Tunas.
Pero fue con la asunción de Bernardino Rivadavia como ministro del Gobernador Martín Rodríguez (1821) que este camino adquirió su ancho y nombre actuales. Rivadavia pretendía abrir una avenida de circunvalación que rodeara al aún pequeño centro urbano de Buenos Aires, de manera que contrató al ingeniero Felipe Senillosa para que trazara los planos, dándole un ancho de 30 varas, en notable contraste con las apenas 11 varas que tenían las angostas calles coloniales trazadas por Garay. 
La nueva avenida fue abierta hacia 1822, y se le dio el nombre de Callao en honor al principal puerto del Perú en la Provincia Constitucional del Callao.
Sin embargo, su recorrido era más breve que el actual, ya que terminaba a la altura de la calle Arenales, y su trazado no estaba consolidado definitivamente. Víctor Gálvez comentaba en 1888 que a su parecer la avenida Callao se veía como un pantano prolongado y un arrabal sucio, aun estando por aquella ya adoquinada, por la falta de árboles que justificaran su ancho. En 1864, la Compañía de Jesús adquiría los terrenos en donde doce años después inauguraría la actual Iglesia del Salvador, estableciéndose y actuando como avanzada sobre una zona que aún no estaba urbanizada.
Fue recién durante la intendencia de Torcuato de Alvear (1880-1890) que se concretó la apertura de la avenida frente a la quinta que había sido de Nicolás Rodríguez Peña, en cuyo homenaje se le impuso su nombre a la actual plaza homónima. Pero aún a mediados del siglo XIX, Callao terminaba como camino a la altura de la actual Avenida Quintana, ya que allí comenzaba la barranca del río, y el nivel del suelo descendía hacia una zona inundable y pantanosa. Con las obras públicas para embellecer la zona de Recoleta y la ampliación del Paseo de Julio (actual Avenida del Libertador) hacia Recoleta, a fines del siglo XIX la Avenida Callao alcanzó finalmente su extensión definitiva y logró consolidarse. Por aquellos años floreció el barrio, elegido por las familias de clase alta para instalarse luego de las obras realizadas por Alvear, y numerosas casonas fueron construidas sobre la avenida. Al mismo tiempo, el Estado Nacional pretendía generar un nuevo frente urbano en el sector de la Avenida Córdoba, para la cual se construyeron allí una serie de imponentes edificios públicos que pretendían consolidar la zona y alentar la inversión inmobiliaria: El Consejo Nacional de Educación (Palacio Sarmiento) (1886), el Palacio de Aguas Corrientes (1887) y la Escuela Normal de Maestras (1880, actual Escuela Normal 1).
Conocida a comienzos del siglo XX como Boulevard Callao, contaba no solo con adoquinado, sino con una hilera de faroles que separaban los sentidos del tránsito e iluminaban la arteria, primero a gas y finalmente por alimentación eléctrica. Por aquellos años aún sobrevivían los restos de la Quinta de Rodríguez Peña, cuya demolición suscitó una polémica pública en cuanto a la destrucción de edificios históricos; pero al mismo tiempo se construían fastuosas residencias como la de Ernesto Castlehum frente a la Plaza Rodríguez Peña; o la de Fernando Estrugamou en la esquina de Arenales, ambas no sobrevivirían al paso de las décadas y serían demolidas. 
Mientras, en el tramo céntrico del boulevard se construía el Palacio del Congreso (proyecto de 1898, inaugurado en 1910) y se abriría la Plaza del Congreso (1909), mientras el auge de la zona y las obras públicas alentaron la construcción de adelantados edificios de varios pisos, poco comunes hasta esa época como el que el arquitecto Plou construyó hacia 1908 en la esquina con Corrientes. Hacia la década de 1930, ese tramo de Callao entre la avenida Rivadavia y Lavalle estaba ya densamente edificado con imponentes construcciones: bancos, hoteles, edificios de renta y comerciales. Se destacaban la Casa Moussion por su fachada con ventanales curvos (Callao esq. Sarmiento), el Savoy Hotel, y los edificios construidos para el Banco de la Provincia de Buenos Aires y el Banco Nación. Pero el más imponente fue la Confitería del Molino (1910) con su torre de hormigón armado y un artesanal trabajo de mosaicos decorando la fachada. Otras cúpulas notables fueron construidas en los edificios de las esquinas con las calles Lavalle y Santa Fe, este último obra del conocido arquitecto Mario Palanti.

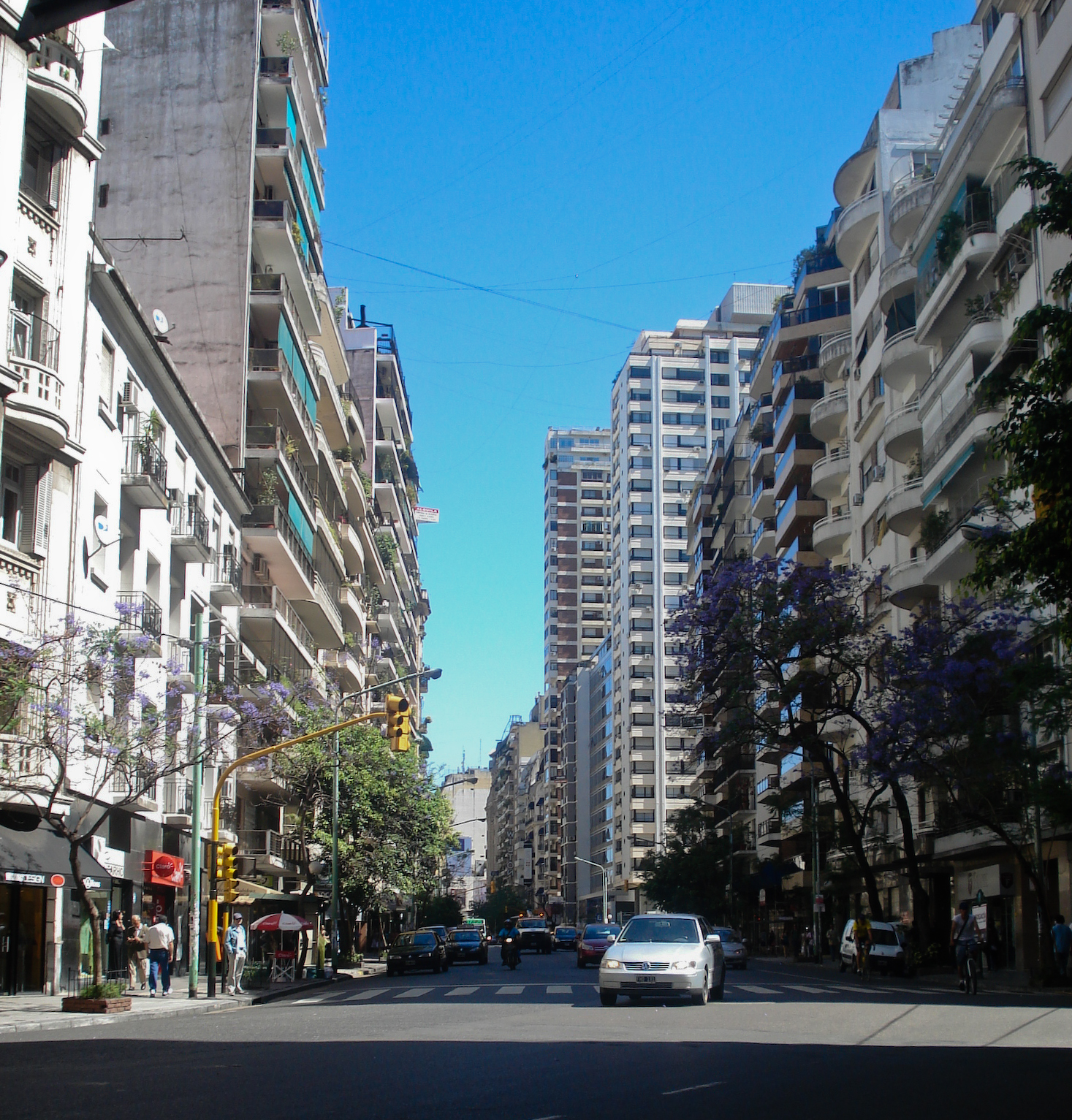
Al norte de Av. Santa Fe, predominan los edificios modernos de departamentos.

Ya a partir de la década de 1940, con el cambio progresivo hacia la arquitectura moderna, comienza a variar el estilo de las nuevas construcciones, prefiriendo nuevos materiales como el hormigón armado y el vidrio, y abandonando definitivamente la influencia de arquitecturas europeas academicistas. Esto repercute especialmente en los edificios que se ven en el tramo desde la Avenida Corrientes al norte. Hay algunos ejemplos notables del racionalismo como el edificio de departamentos en Callao 1032. Conforme avanzó la actividad inmobiliaria en las siguientes décadas, fueron demoliéndose las viejas casonas y lujosos palacetes que abundaban en el tramo final de la avenida, reemplazadas por un gran cantidad de edificios de mayor o menos calidad, pero de gran valor por su ubicación y el carácter tradicional de la zona. De estos proyectos se destaca por su altura y su plazoleta pública el Edificio Los Galgos, una torre residencial en la esquina de Juncal.
En las últimas décadas del siglo XX, el tramo céntrico de Callao fue sufriendo una decadencia progresiva: la Confitería del Molino se transformó en un “el monumento a la decadencia” desde su abandono total en 1997, y el tramo desde Rivadavia hacia Córdoba fue descripto en 2007 como “una muestra de crecientes disparidades y del crepúsculo que alcanza a una parte de su pasado más luminoso”. La mayoría de las grandes tiendas que allí funcionaban cerraron, en especial el Bazar Dos Mundos que funcionaba en la esquina de la calle Sarmiento, y los hoteles que habían brillado sobre la avenida entraron en épocas oscuras. El tradicional Hotel Savoy se transformó en una discoteca elegida por la comunidad gay porteña en los años 80, y el Hotel Bauen inaugurado para el Mundial de Fútbol 1978 sufrió la decadencia durante años, hasta que fue apropiado por sus empleados como cooperativa en 2003. Sobre el cambio al siglo XXI comenzó a reinar en sectores de la sociedad una mayor conciencia sobre el valor de la arquitectura de Buenos Aires cien años atrás, ante lo cual la Avenida Callao fue valorizada por la abundancia de edificios del período 1880-1940. La demolición de uno de ellos, que se encontraba frente a la Plaza Rodríguez Peña, movilizó a nuevas organizaciones civiles en sus reclamos por la existencia de un mayor control a las demoliciones y una normativa que impida la destrucción de un corredor arquitectónico de gran valor y densidad.
En septiembre de 2009 fue declarada Área de Protección Histórica, a partir de un proyecto presentado por la diputada Marta Varela. La justificación de esa medida se basó, en palabras de dicha diputada, en que:

El continuo desarrollo que llega a la Av. Callao por todos los frentes reclama un ordenamiento global inclusivo, que sea regido por normas más estrictas en todo lo que afecta a su fisonomía, para que resguarde y resalte su contenido tan variado y se conserven sus valores paisajísticos, para que su paisaje urbano continúe invitando a la población y al turismo a admirar sus espacios, sus veredas y edificios, para que sea un ejemplo de limpieza y orden, para que el buen gusto y las buenas prácticas de vida urbana perduren, se arraiguen y prevalezcan sobre la polución visual que ejerce muchas veces la publicidad, los cableados indiscriminados y otras agresiones propias de ciertos aspectos evitables de la vida ciudadana moderna

En 2015 se llevaron a cabo las obras para la extensión de la avenida Callao entre Del Libertador y la calle Brigadier Facundo Quiroga, en Recoleta, ampliando así el recoorido que era hasta Del Libertador. la prolongación cuenta con cuatro carriles y boulevard central arbolado.

## Características

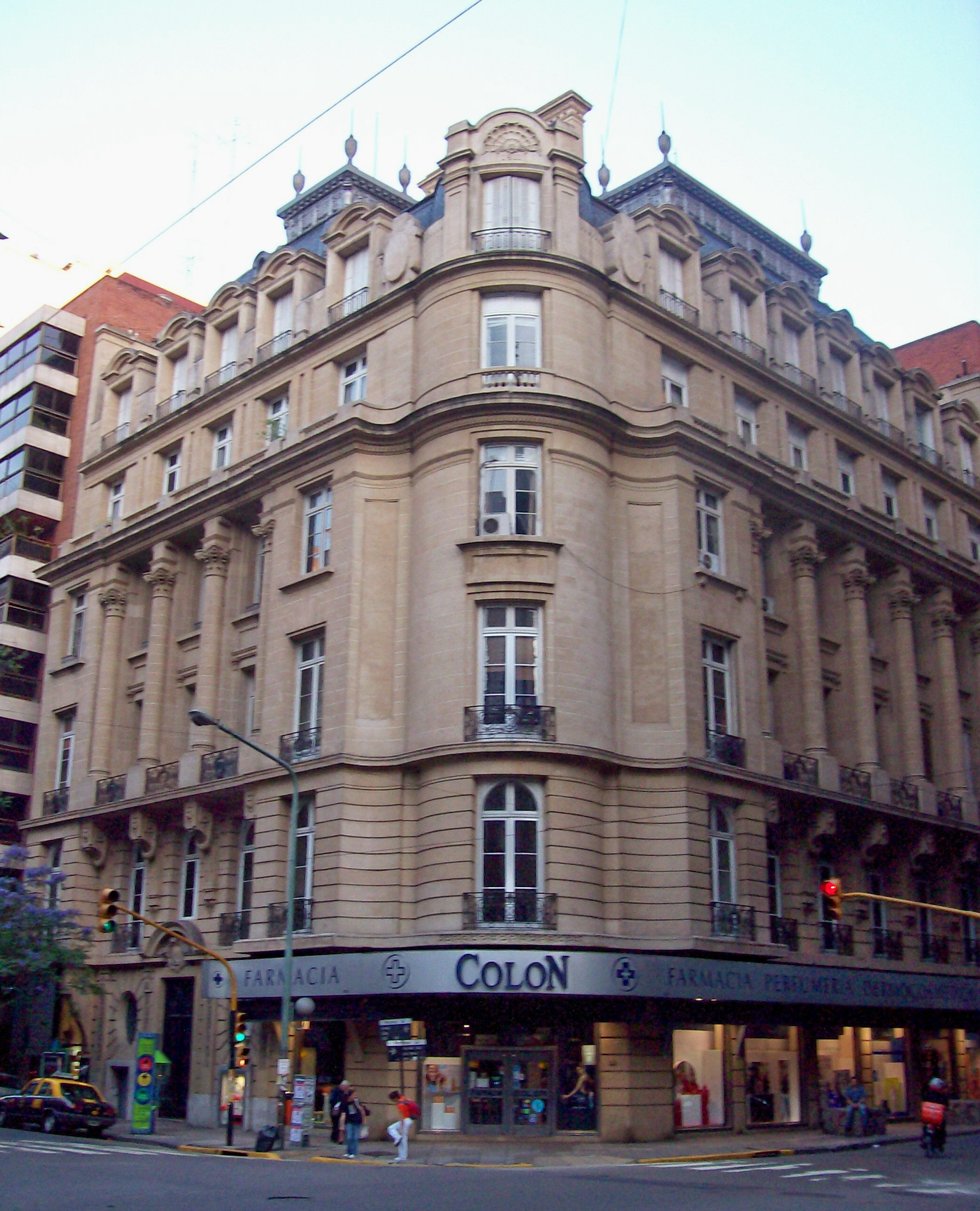
Callao y Avenida Las Heras

Corre paralelamente a las Avenida Pueyrredón y Avenida 9 de Julio.
Si bien a comienzos del siglo XX fue plantada en todo su recorrido con árboles pequeños, no se trató de especies de gran tamaño, por lo cual nunca fue una avenida cubierta por copas frondosas. Con el retiro de muchos árboles en la segunda mitad del siglo XX, esta característica falta de árboles añejos transformó a Callao en una avenida de vistas amplias y buenas perspectivas, sin las copas que tapen las fachadas de los edificios.
Tiene dirección sur - norte en gran parte de su recorrido. A partir de la calle J. A. Pacheco de Melo en el barrio de Recoleta, toma dirección este-noreste.
En las intersecciones con las Corrientes y Córdoba, cruza las líneas Línea B y Línea D de subterráneos, respectivamente.
Existe un proyecto para que parte de la futura Línea F corra bajo parte de la avenida.
Es de mano única, con sentido sur-norte, o sea, de Av. Rivadavia, hacia Av. del Libertador, donde finaliza.

## Recorrido

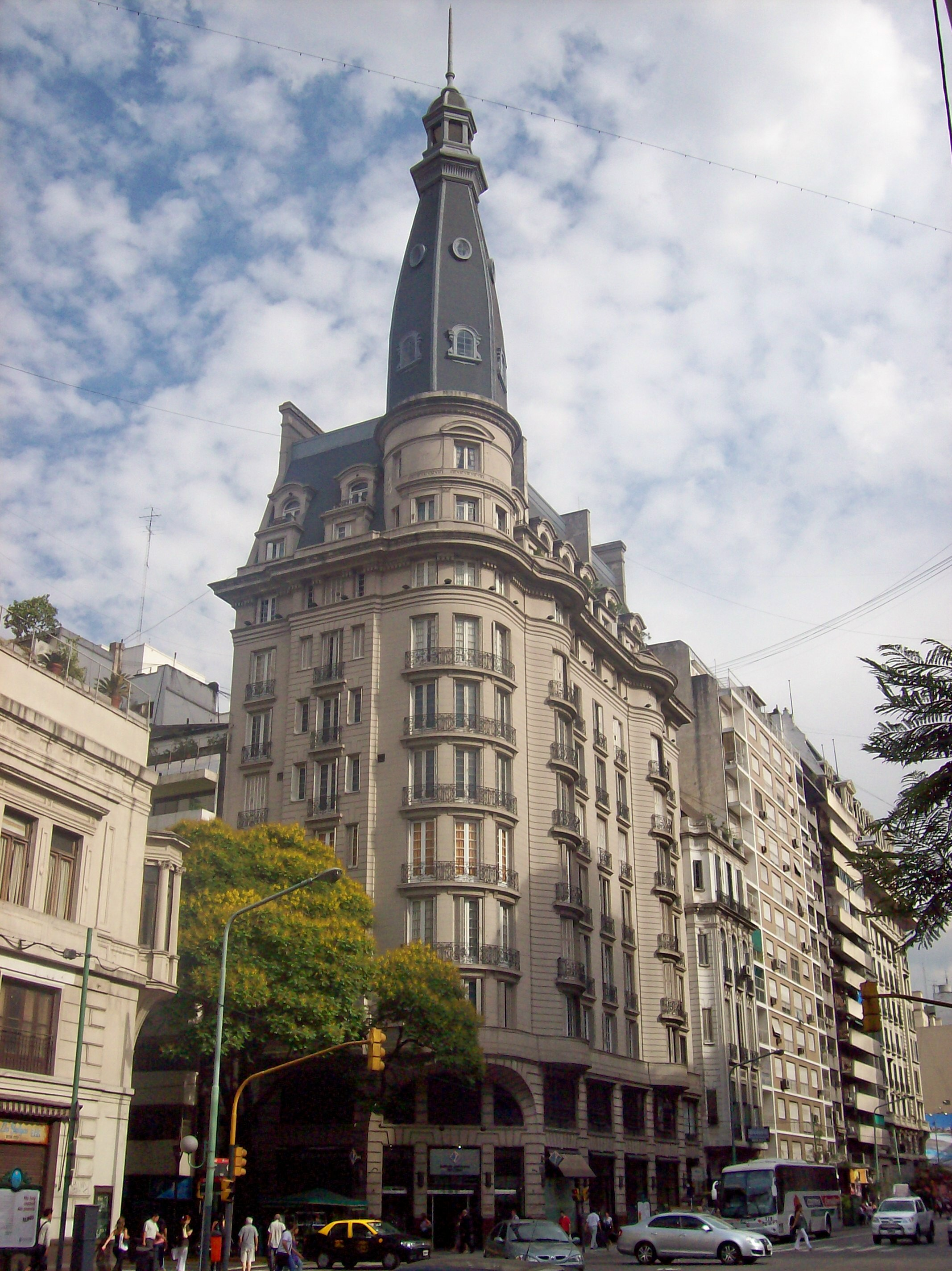
Esquina SE con calle Lavalle. Edificio del año 1924 con cúpula estilizada.

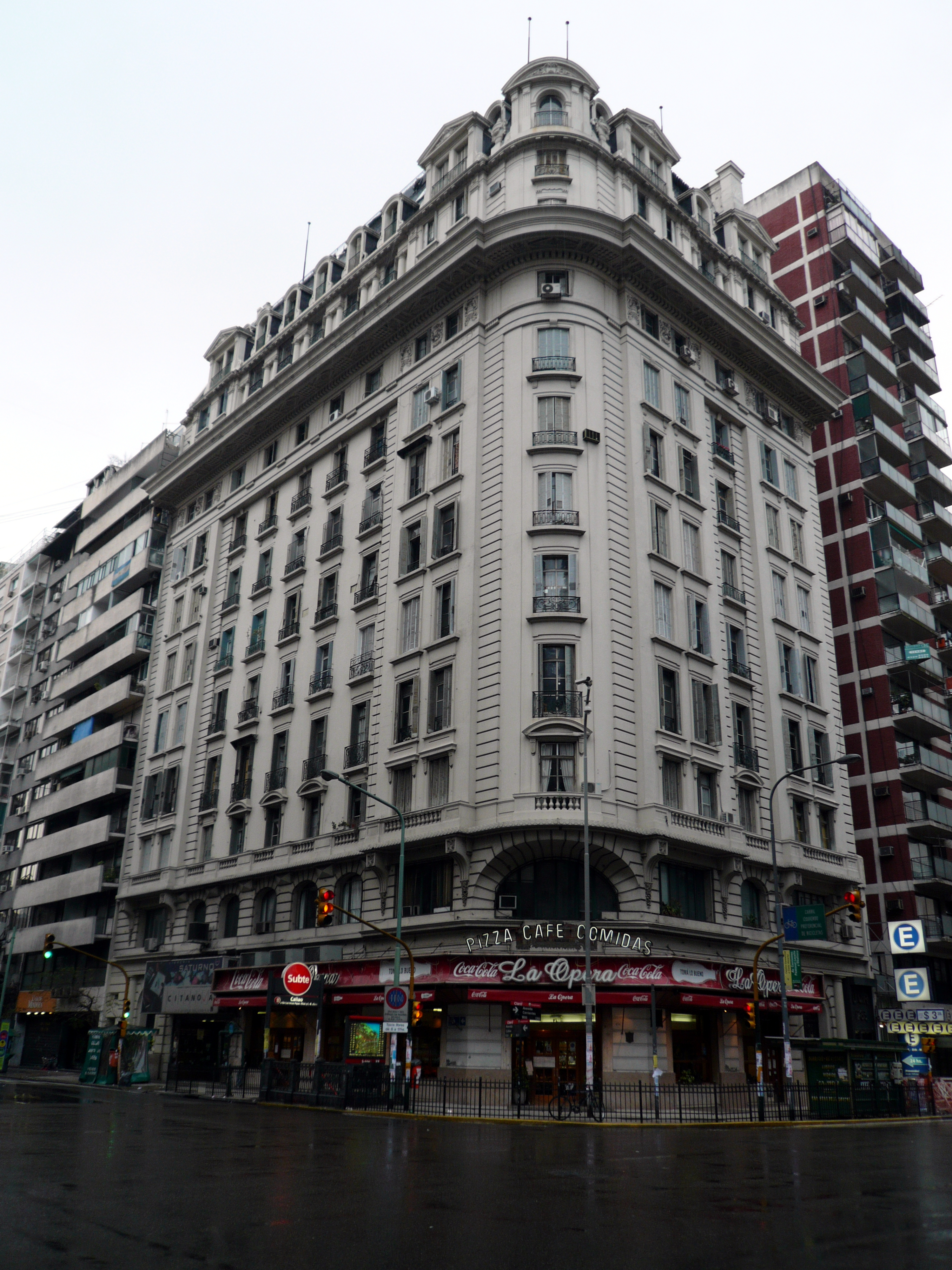
Esquina con Avenida Corrientes, edificio del arq. Bengolea Cárdenas

Nace en el límite de los barrios de Balvanera, San Nicolás y Monserrat, donde la Avenida Rivadavia cruza la Avenida Entre Ríos, siendo esta última la extensión de Callao; junto al Palacio del Congreso de la Nación. En su esquina oeste con Rivadavia se encuentra la Confitería del Molino.
Entre su nacimiento hasta la Avenida Córdoba, forma parte del límite entre los barrios de Balvanera y San Nicolás, y luego de Córdoba ingresa enteramente al barrio de Recoleta.
En su primer tramo partiendo desde el Palacio del Congreso abundan los edificios de oficinas y dependencias estatales, hay algunas sucursales bancarias (Banco Nación, de la Provincia de Buenos Aires, BBVA Banco Francés, Comafi, Galicia etc.), las casas de las provincias de Córdoba, de Chaco, de Mendoza y de Buenos Aires y varios hoteles. Uno de los más antiguos es el Savoy (arq. Agostini), en la esquina de la calle Teniente General Perón; otro edificio de antaño es el del Nuevo Hotel Callao (arq. Le Vacher), en el cruce con la calle Sarmiento. Por el contrario, uno de los más moderno es el Hotel Bauen (arqs. Parsons-Cortiñas-Ferrari), construido para aumentar la capacidad hotelera para el Campeonato Mundial de Fútbol Argentina 1978. Además, en la esquina con la calle Mitre se destaca el antiguo local de la confitería L'Aiglon, que en 2011 fue comprado y restaurado por la cadena Starbucks.
Se destacan en este sector la cantidad de grandes edificios construidos en las primeras décadas del siglo XX, con varios pisos de altura y muchas veces coronados por cúpulas que les dan jerarquía. La cercanía del Palacio del Congreso le dio a esta zona un gran auge de la construcción durante las décadas de 1910 y 1920. El cruce con la Avenida Corrientes marca el fin de la zona con más movimiento comercial y turístico. A pocos metros está la Escuela Normal "Domingo F. Sarmiento", imponente institución pública que fue inaugurada en 1886 y se destaca por la Estatua de la Libertad que decora su cornisa, y en la esquina de la calle Lavalle hay un notable edificio de estilo francés (arq. Schoo Lastra, año 1924) con una de las cúpulas más estilizadas de Buenos Aires.
En la manzana oeste entre las calles Tucumán y Lavalle se halla la Iglesia del Salvador, iniciada en 1872 por el sacerdote jesuita José Sató. El trabajo fue realizado por el arquitecto Pedro Luzetti, se destacan dos torres, del año 1887 y el reloj, de una de ellas, de 1896. En el mismo predio funciona el Colegio del Salvador y la Universidad del Salvador. Pasando Tucumán está la Escuela de Comercio "Antonio Bermejo", la primera de su tipo habilitada especialmente para mujeres en 1898, y que ocupa una antigua casa italianizante del siglo XIX que hoy es Monumento Histórico Nacional.

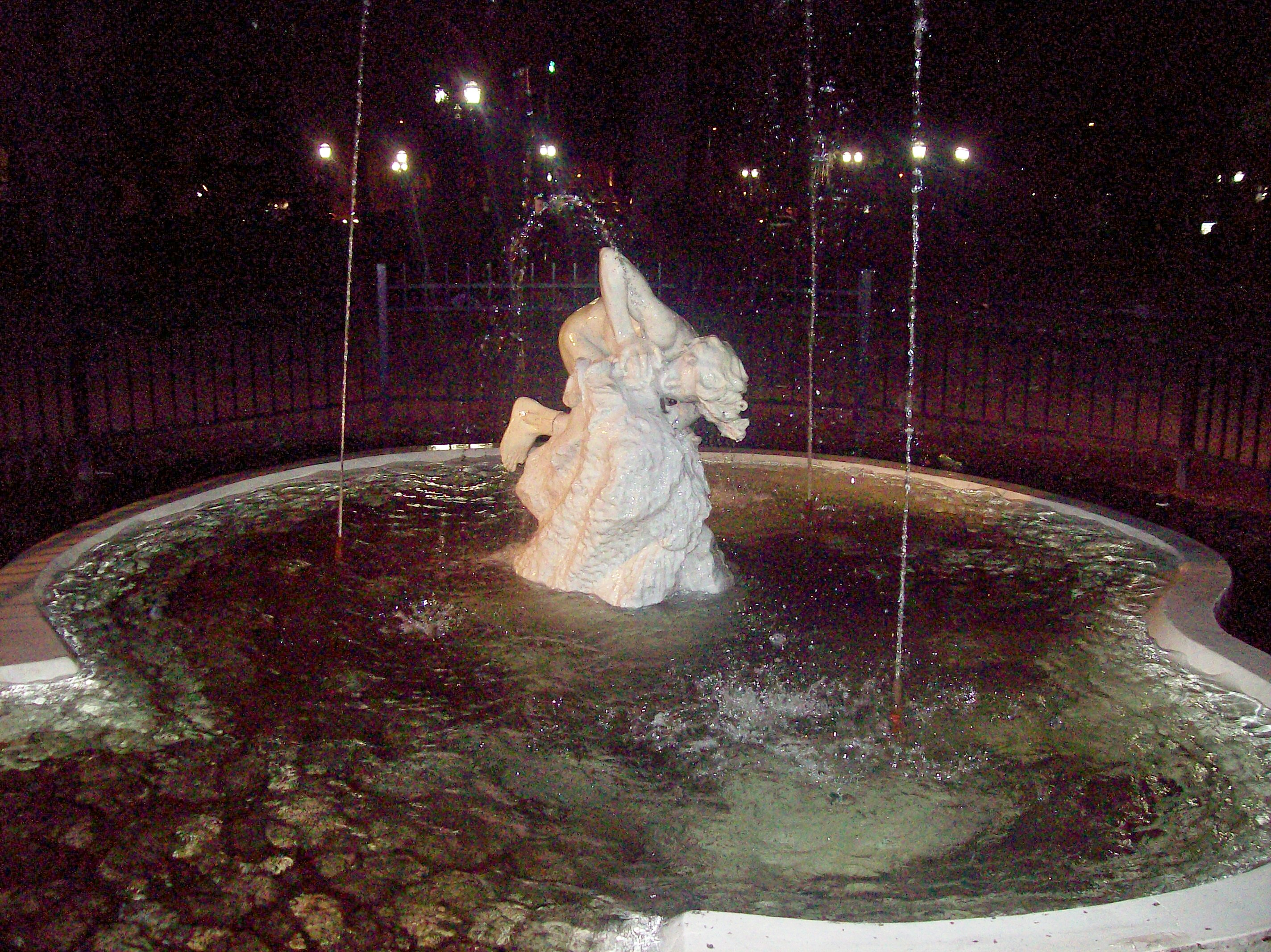
El sediento, en la plaza Rodríguez Peña

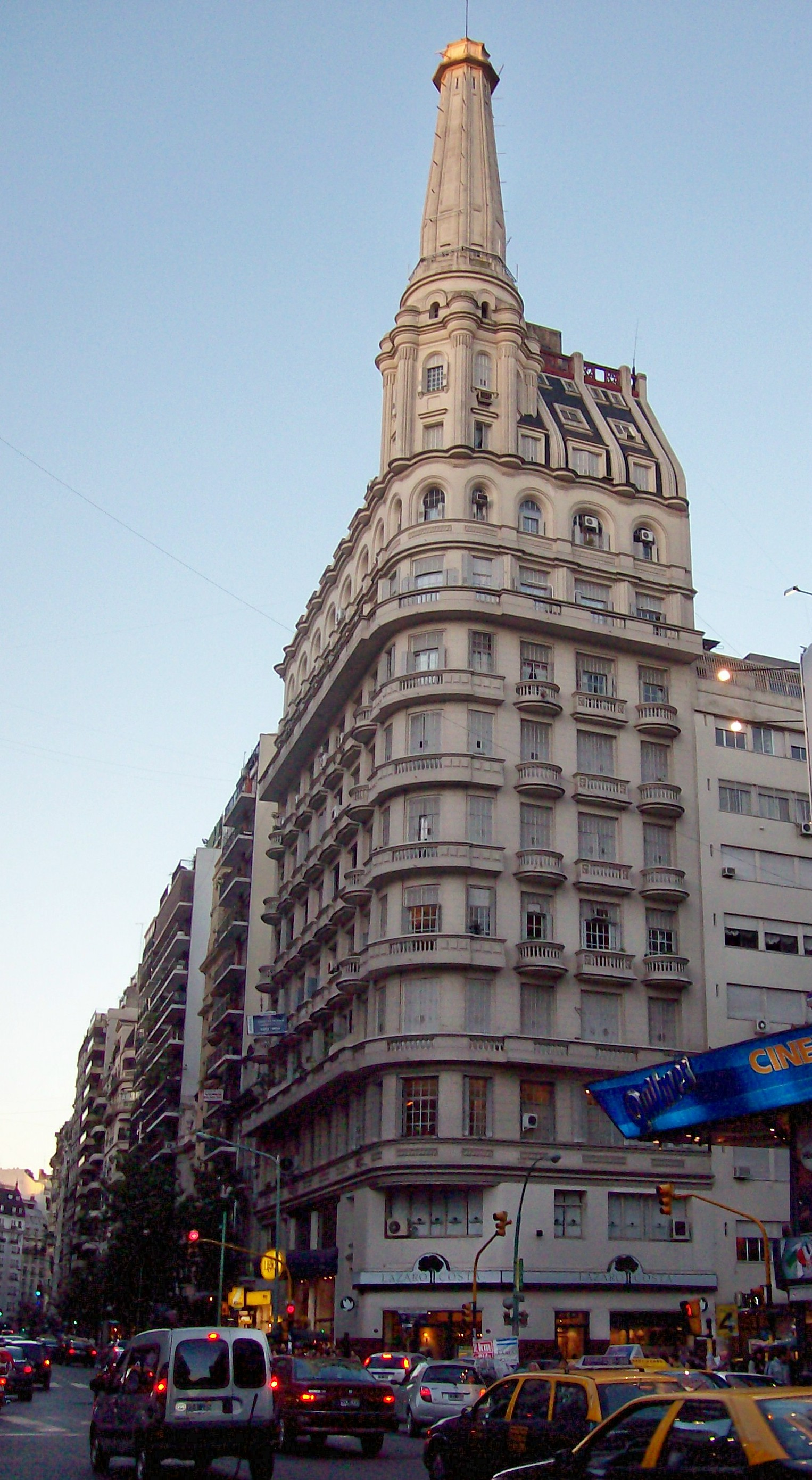
Edificio del arq. Palanti en Callao y Santa Fe.

En el cruce con la Avenida Córdoba, hay una plazoleta que amplía la vereda de la antigua calle ensanchada en la década de 1940, como recuerda una placa. Antiguamente funcionó en este cruce un mercado callejero, que hoy ocupa un edificio cubierto a pocos metros de la esquina. Bajo tierra está la estación Callao de la línea D de subterráneo.
En la mano derecha a la altura 900 está la Plaza Rodríguez Peña. En ella, cerca de la avenida y al 950, se encuentra una fuente con una escultura denominada El sediento, inaugurada en 1914 y realizada por la argentina Luisa Isabel Isella de Motteau. En la vereda opuesta funciona la Embajada de Siria.
En el cruce con la Avenida Santa Fe se alza en la esquina nordeste un edificio alto con mansarda y una torre esbelta, proyectado por el arquitecto Mario Palanti. En la esquina de la calle Juncal se encuentra una torre de departamentos con una plazoleta pública, llamada Edificio Los Galgos (arqs. SEPRA, año 1978), y en Callao 1542 funciona el Colegio de Escribanos de la Ciudad, con su Museo Notarial, cerca de la Embajada de Honduras. Este último tramo de la avenida es principalmente residencial, los edificios superan los diez pisos de altura en promedio y en su mayoría son modernos, aunque se destacan algunas casonas clásicas que sobrevivieron al auge inmobiliario, como la que ocupa la esquina con la Avenida Alvear y tiene un amplio jardín privado.
Termina en la Avenida del Libertador, en uno de los extremos del Parque Thays. Un proyecto de la década de 1930 propuso la construcción de un puente que llevara a Callao sobre las vías de los ferrocarriles que parten de Retiro, hasta la Avenida Rafael Obligado. Esta propuesta se retomó a lo largo de los años, incluyendo una conexión con la Autopista Arturo Illia, pero jamás fue concretada.

## Cruces y lugares de referencia
A continuación, se presenta un mapa esquemático de los principales cruces de esta avenida.
|  | RM |

| lNAT | RM | ARCH |  |

| RMq | RMKRZ | RMq |  |

|  | RM | BUILDING |  |

|  | RM |

| RMq | RMKRZ | RMq |  |

| STRq | RMKRZ | STRq |  |

| STRq | RMKRZ | STRq |  |

|  | RM | ARCH |  |

| RMq | RMKRZ | RMq |  |

| STRq | RMKRZ | STRq |  |

| lNAT | RM |  |  |

| RMq | RMKRZ | RMq |  |

| STRq | RMKRZ | STRq |  |

|  | RM |

| STRq | RMKRZ | STRq |  |

|  | RM |

| STRq | RMKRZ | CONTfq | ARCH |

| STRq | RMKRZ | STRq |  |

| RMq | RMKRZ | RMq |  |

|  | RMCONTf | lNAT |  |

## Callao en la cultura
Parte de la letra del Tango Balada para un loco de Horacio Ferrer y Astor Piazzolla de (1969), recuerda a la Avenida en la siguiente estrofa.

Ya sé que estoy piantao, piantao, piantao,

¿no ves que va la luna rodando por Callao,,

y un coro de astronautas y niños con un vals,

me baila alrededor?...